# Carl Maximowicz
Carl Johann Maximowicz est un botaniste et un taxonomiste russe en partie d'origine allemande de la Baltique,, (en russe : Карл Ива́нович Максимо́вич) qui préfère germaniser son nom, né le 11 novembre 1827 à Toula et mort le 4 février 1891 à Saint-Pétersbourg.

## Biographie
Élève d'Alexander von Bunge (1803-1890), il étudie à université allemande de Dorpat et commence en 1852 à travailler au jardin botanique impérial de Saint-Pétersbourg comme conservateur de l’herbier. Il est directeur de cette institution en 1869.
Le 4 octobre 1853, de Kronstadt, il entreprend un voyage autour du monde sur la frégate Diana en tant que botaniste impérial, avec le zoologiste Leopold von Schrenck (1826-1894) qui embarque sur la frégate Aurora. Ils se retrouvent dans la baie de Castrie et ensemble à bord du bateau à vapeur, Vostok, font route vers la région du fleuve Amour, où avec difficulté ils étudient la faune et la flore, encore presque inconnues, et rassemblent une riche collection. Le 29 mars 1857, Maximowicz est de retour à Saint-Pétersbourg. Il publie les résultats de ses recherches dans Primitiae florae amurensis, en 1859, et repart pour un nouveau voyage à travers la Sibérie, à Irkoutsk, en Transbaïkalie, et sur la rivière Songhua en Chine et celle de l'Oussouri. Il retourne au Japon de 1860 à 1864 pour collecter et répertorier des spécimens de plantes et d'animaux. Il se consacre particulièrement à la flore japonaise, suivant en cela les traces de Thunberg (1743-1828) et de Siebold (1796-1866). Toujours au Japon, il est assisté par Sukawa Chonosuke ; Maximowicz lui dédie plusieurs espèces dont Trillium tschonoskii de la famille des Trilliaceae.
Maximowicz consacre sa vie à l’étude de la végétation des régions qu’il visite et décrit de nombreuses nouvelles espèces. Il s’intéresse également à la flore du Tibet et observe qu’elle est principalement composée de plantes venant de Mongolie et de l’Himalaya. Il est en relation constante avec Adrien Franchet du Muséum d'histoire naturelle de Paris à propos de l'étude de la flore asiatique.
Maximowicz a été le premier scientifique à envisager de faire cultiver le soja en Russie.
Commissionné par l’Académie impériale de Saint-Pétersbourg, il acquiert auprès de la veuve de Philipp Franz von Siebold, la collection des huit volumes rassemblant les fameuses illustrations botaniques réalisées par des artistes japonais. Il fit paraître de nombreuses descriptions botaniques dans le Bulletin de l'Académie impériale des sciences de Saint-Pétersbourg.

## Œuvres
(Liste partielle)
- Rhamneae orientali-asiaticae (1866)
- Rhododendrae Asia Orientalis (1870)
- Monograph on genus Lespedeza (1873)
- Diagnoses plantarum novarum asiaticarum IV, VI, Bull. Acad. Imp. Sci. Saint-Pétersbourg, 1881 et années suivantes
- Enumeratio plantarum hucusque in Mongolia : nec non adjacente parte Turkestaniae Sinensis lectarum (1889)
- Flora Tangutica : sive enumeratio plantarum regionis Tangut (AMDO) provinciae Kansu, nec non Tibetiae praesertim orientaliborealis atque tsaidam : ex collectionibus N.M. Przewalski atque G.N. Potanin (1889)